# Wolfgang Höltzel
Wolfgang Christoph Michael Höltzel (* in Salzburg) ist ein deutscher Sänger (Bariton) und Schauspieler.

## Leben
Nach Abitur und Gesangsstudium an der Hochschule für Musik und darstellende Kunst in Wien begann Wolfgang Höltzel seine Laufbahn als Sänger 1993 an der Neuen Flora in Hamburg mit der Produktion „Das Phantom der Oper“.
Es folgten weitere Engagements in Deutschland, Österreich und der Schweiz. Sein Repertoire umfasst Musical-Partien für Bariton, wie Raoul (Das Phantom der Oper), Javert (Les Misérables), Péron (Evita), Billy Flynn (Chicago), Sam (Mamma Mia!) und Operettenrollen wie Dr. Siedler (Im weißen Rößl) uva.
Weiterhin wirkte er in Film- und Fernsehproduktionen  mit.
Seit 2005 ist er neben seinen Engagements Mitglied der Berlin Comedian Harmonists.

## Diskografie
- Elisabeth
- Der Glöckner von Notre Dame
- Mamma Mia!
- Evita
- Das Phantom der Oper
- Die Comedian Harmonists besuchen Frau Luna
- Die Liebe kommt, die Liebe geht